# (4962) Vecherka
(4962) Vecherka (1973 TP) – planetoida z pasa głównego asteroid okrążająca Słońce w ciągu 4,21 lat w średniej odległości 2,61 j.a. Odkryta 1 października 1973 roku.